# موتوبي مفالا
موتوبي مفالا (بالإنجليزية: Mothobi Mvala)‏ (14 يونيو 1994 - ) هو لاعب كرة قدم جنوب أفريقي، شارك في كرة القدم في الألعاب الأولمبية الصيفية 2016.

## روابط خارجية
- موتوبي مفالا على موقع قاعدة بيانات كرة القدم.إي يو (الإنجليزية)
- موتوبي مفالا على موقع ناشيونال فوتبول تيمز (الإنجليزية)
- موتوبي مفالا على موقع Soccerway.com (الإنجليزية)
- موتوبي مفالا على موقع اللجنة الأولمبية الدولية (الإنجليزية)
- موتوبي مفالا على موقع أوليمبيديا (الإنجليزية)